# Цявловский, Даниил Иванович
Даниил (Демьян) Иванович Цявловский (1793 или 1795 — 1870) — русский генерал, участник наполеоновских войн и похода 1831 г. против польских инсургентов.

## Биография
Даниил (Демьян, Дамьян) Цявловский родился 30 октября (10 ноября) 1795 года (по другим сведениям — 1 (12) ноября 1793 года, что противоречит материалам Половцова, основанным на послужном списке Цявловского и некрологе, опубликованному в газете «Русский инвалид»). Происходил из старинного дворянского рода Смоленской губернии.
Воспитывался в Дворянском полку с 18 января 1810 года по 24 мая 1812 года и был выпущен прапорщиком в Полтавский пехотный полк. Участвовал в сражениях при Бородине, Тарутине, Малоярославце, за отличие в котором получил орден Св. Анны 3-й степени, и Красном. В кампаниях 1813—1815 гг. участвовал в блокадах Гамбурга и Суассона.
С 30 ноября 1820 года — старший адъютант 9-й пехотной дивизии.
После восстания декабристов находился по следствием, однако был оправдан, поскольку показание Д. Грохольского, что Цявловский был членом тайного общества, не подтвердилось, хотя, вероятно, о его существовании знал.
В турецкую войну 1828—1829 гг. Цявловский отличился при переправе через Дунай у Сатунова и под Исакчи, и за эти дела получил орден Св. Владимира 4-й степени с бантом, а за отличие под Силистрией — золотое оружие с надписью «За храбрость». В 1831 году Цявловский, в чине майора и в должности старшего адъютанта 3-го пехотного корпуса, участвовал в делах против поляков, был при блокаде крепости Замосця и за отличие получил орден Св. Анны 2-й степени (императорская корона к ордену — в 1834), а 16 декабря того же года — орден Св. Георгия 4-й степени за выслугу 25 лет беспорочной службы (№ 4603 по списку Григоровича — Степанова).
В апреле 1832 года Цявловский был назначен исполняющим должность Киевского полицеймейстера; с 18 июня 1833 года — бердичевский полицеймейстер; с 26 августа 1833 года — старший полицеймейстер в Киеве. С 13 декабря 1834 года — презус Комиссии военного суда над мятежниками; затем Цявловский последовательно был старшим адъютантом главного штаба действующей армии (с 01.05.1835) и дежурным штаб-офицером 4-го пехотного корпуса (с 13.09.1836).
Произведённый 16 марта 1843 года в полковники, Цявловский 11 января 1846 года был назначен помощником окружного генерала 10-го округа Отдельного корпуса внутренней стражи, а 1 октября 1864 года произведён в генерал-майоры с назначением помощником начальника местных войск Варшавского военного округа; в 1856 году получил орден Св. Владимира 3-й степени. Состоя в этой должности, он получил в 1867 году орден Св. Станислава 1-й степени.
Умер в Варшаве 12 (24) марта 1870 года. Там же и был похоронен.

## Семья
С 24 сентября 1819 года был женат на дворянке Полтавской губернии Евпраксии Фёдоровне Москаленко и имел от этого брака 5 сыновей и 3 дочери. Во втором браке, с полькой, имел ещё двух дочерей.